# ピラタスの丘ペンション村
ピラタスの丘ペンション村（ピラタスのおかペンションむら）は、日本のリゾート。

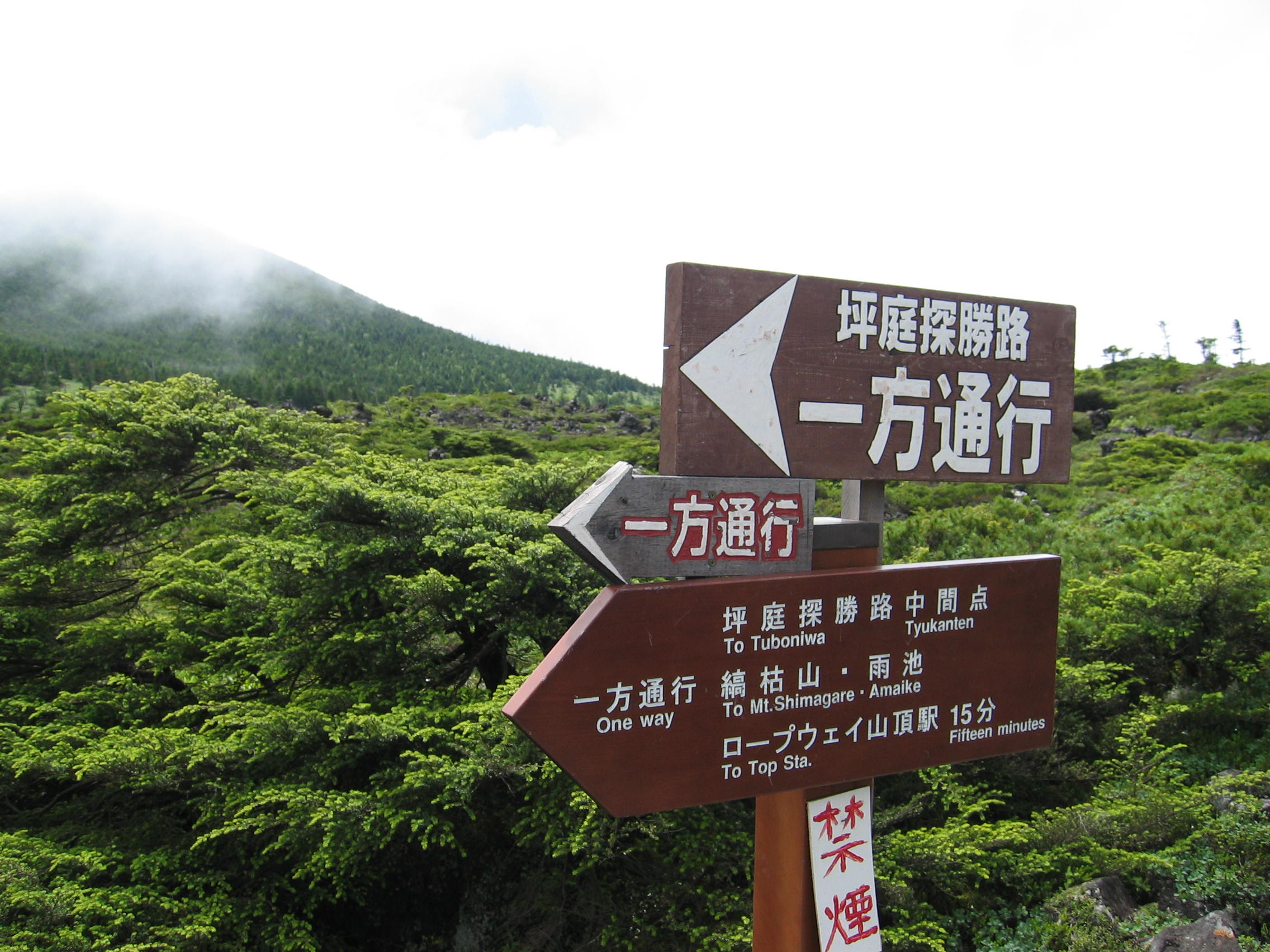
坪庭道路案内

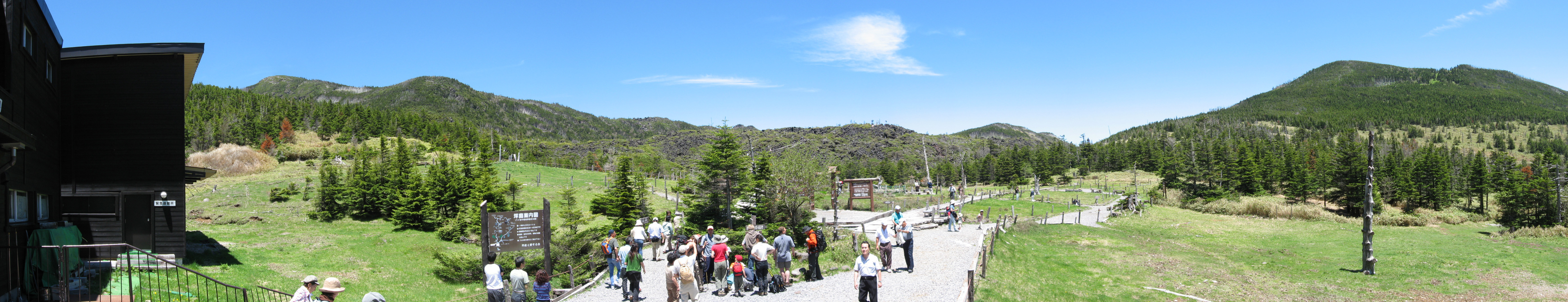
北八ヶ岳ロープウエイ山頂あたり

## 概要
長野県茅野市の蓼科高原にある日本一の標高を誇るペンション村。春の新緑・山菜、夏の高山植物・避暑、秋の紅葉・天体観測・キノコ 、冬のスキー・スノーボード・スノートレッキングと四季折々で楽しめる高原リゾートである。
所在地は、長野県茅野市北山4035。

## 隣接施設
- 北八ヶ岳ロープウェイ

冬はリフトも稼動、ピラタス蓼科スノーリゾートとなる。

## 交通アクセス
- 中央自動車道諏訪南IC、諏訪IC、佐久ICより長野県道192号線（ビーナスライン）を経由。
- JR中央本線茅野駅より北八ヶ岳ロープウェイ行き路線バスの終点で下車し、徒歩。